# J-POP1422
「J-POP1422」（ジェイポップいちよんにーにー）はRFラジオ日本で放送される、深夜放送の新譜情報番組。
2012年4月7日に土曜26:30 - 27:00の枠で放送開始。
2012年10月からは水曜21:00 - 21:30の枠に本放送枠が移動し、土曜の枠は再放送となった。
2013年春改編で再放送がなくなり、火曜26:30～27:00に移動。
2015年3月26日に最終回を迎えた。
ナビゲーターは声優の佐倉薫。

## 放送内容
J-POPの新曲をオンエア点は同様趣旨の「新曲EXPRESS!」と変わらない。ただし「新曲EXPRESS!」とは違い、アニソンやアイドルソングを積極的にオンエアするほか、2012年10月から設定されたヘヴィー・ローテーション「ラジオ日本パワーチューン」をオンエアする。
番組中盤のジングルはリスナー公募によるもの。